# OLDIES GOODIES
OLDIES GOODIES（オールディーズ・グッディーズ）は、2020年10月3日よりe-radioで毎週土曜 12:00 - 12:55に放送されている音楽番組である。パーソナリティーはばんばひろふみと長戸大幸。
本項では、2021年4月より2022年3月までJFN系列22局ネットで放送した当該番組の30分バージョン『OLDIES GOODIES ANNEX』（オールディーズ・グッディーズ・アネックス）を含めて一括で取り扱うものとする。

## 概要
フォークシンガーのばんばと音楽プロデューサーの長戸の2人がタッグを組んで、1950年代 - 1970年代の洋楽や多くのミュージシャンがカバーしている大ヒット曲、ここでしか聴けない激レア音源などオールディーズの魅力をたっぷり伝える番組である。ばんばの人脈による関西フォーク関連人物や、長戸の人脈による関西ブルース・ビーイング関連人物もしばしばゲストとして登場する。
ビーインググループの創業者である長戸がレギュラー番組に出演するのは、テレビ・ラジオを通して初めてである。パーソナリティの2人は、いずれも滋賀県大津市に縁のある人物である（ばんばは大津市在住、長戸は大津市出身）。

## ネット局
e-radio以外の局は30分枠の『OLDIES GOODIES ANNEX』としての放送である。
全局「radiko」・「radiko.jpプレミアム」で聴取可能。
| 放送対象地域 | 放送局名                         | 放送時間               | 放送期間                     | 備考   |
| ------------ | -------------------------------- | ---------------------- | ---------------------------- | ------ |
| 滋賀県       | エフエム滋賀（e-radio）          | 毎週土曜 12:00 - 12:55 | 2020年10月3日 -              | 制作局 |
| 福岡県       | エフエム福岡（FM FUKUOKA）       | 毎週土曜 18:00 - 18:30 | 2021年4月3日 - 2022年3月26日 |        |
| 岡山県       | 岡山エフエム放送（FM OKAYAMA）   | 毎週土曜 18:30 - 19:00 | 2021年4月3日 - 2022年3月26日 |        |
| 秋田県       | エフエム秋田（AFM）              | 毎週土曜 19:00 - 19:30 | 2021年4月3日 - 2022年3月26日 |        |
| 栃木県       | エフエム栃木（RADIO BERRY）      | 毎週土曜 19:30 - 20:00 | 2021年4月3日 - 2022年3月26日 |        |
| 香川県       | エフエム香川（FM香川）           | 毎週土曜 19:30 - 20:00 | 2021年4月3日 - 2022年3月26日 |        |
| 宮城県       | エフエム仙台（Date fm）          | 毎週土曜 20:00 - 20:30 | 2021年4月3日 - 2022年3月26日 |        |
| 石川県       | エフエム石川（HELLO FIVE）       | 毎週土曜 20:00 - 20:30 | 2021年4月3日 - 2022年3月26日 |        |
| 徳島県       | エフエム徳島（FM TOKUSHIMA）     | 毎週土曜 20:00 - 20:30 | 2021年4月3日 - 2022年3月26日 |        |
| 長崎県       | エフエム長崎（FM Nagasaki）      | 毎週土曜 20:00 - 20:30 | 2021年4月3日 - 2022年3月26日 |        |
| 大分県       | エフエム大分（Air-Radio FM88）   | 毎週土曜 20:00 - 20:30 | 2021年4月3日 - 2022年3月26日 |        |
| 北海道       | エフエム北海道（AIR-G'）         | 毎週土曜 20:30 - 21:00 | 2021年4月3日 - 2022年3月26日 |        |
| 新潟県       | エフエムラジオ新潟（FM-NIIGATA） | 毎週土曜 21:00 - 21:30 | 2021年4月3日 - 2022年3月26日 |        |
| 富山県       | 富山エフエム放送（FMとやま）     | 毎週土曜 21:00 - 21:30 | 2021年4月3日 - 2022年3月26日 |        |
| 長野県       | 長野エフエム放送（FM長野）       | 毎週土曜 25:00 - 25:30 | 2021年4月3日 - 2022年3月26日 |        |
| 広島県       | 広島エフエム放送（HFM）          | 毎週日曜 8:30 - 9:00   | 2021年4月4日 - 2022年3月27日 |        |
| 岩手県       | エフエム岩手（FM IWATE）         | 毎週日曜 18:30 - 19:00 | 2021年4月4日 - 2022年3月27日 |        |
| 山形県       | エフエム山形（Rhythm Station）   | 毎週日曜 18:30 - 19:00 | 2021年4月4日 - 2022年3月27日 |        |
| 福井県       | 福井エフエム放送（FM FUKUI）     | 毎週月曜 17:00 - 17:30 | 2021年4月5日 - 2022年3月28日 |        |
| 青森県       | エフエム青森（AFB）              | 毎週水曜 20:00 - 20:30 | 2021年4月7日 - 2022年3月30日 |        |
| 熊本県       | エフエム熊本（FMK）              | 毎週水曜 20:00 - 20:30 | 2021年4月7日 - 2022年3月30日 |        |
| 佐賀県       | エフエム佐賀（FMS）              | 毎週木曜 20:00 - 20:30 | 2021年4月8日 - 2022年3月31日 |        |
| 宮崎県       | エフエム宮崎（JOY FM）           | 毎週土曜 19:00 - 19:30 | 2021年5月1日 - 2022年3月26日 |        |